# Avadzsi Szuguru
Avadzsi Szuguru (淡路 卓; Hepburn: Suguru Awaji) (Szendai, 1989. július 26. –) olimpiai ezüstérmes japán tőrvívó.

## Sportpályafutása
Avadzsi Szuguru Szendai városában született és itt végezte általános- és középiskolai tanulmányait, utóbbit a Tohoku Institute of Technologyn.
2008-ban a junior világbajnokságon tőr egyéniben aranyérmet szerzett. A 2012-es londoni olimpián tagja volt az ezüstérmes tőr csapatnak Csida Kenta, Óta Júki és Mijake Rjó csapattársaként. Ők szerezték a japán tőrvívás első olimpiai érmét.
Annak ellenére megkapta az érmet, és az azért járó kétmillió jen pénzdíjat, hogy az olaszok elleni döntőben ő volt a tartalék.